# فيليب ماثياس ولسيفر
فيليب ماتياس ولسيفر (28 مايو 1857 - 20 أكتوبر 1934)، رجل أعمال من شيكاغو وفيلادلفيا، عمل تاجر طوابع وبائع مزاد علني باع الطوابع البريدية خلال السنوات الأولى من جمع الطوابع.

## عمله في بيع الطوابع
ظل ولسيفر نشطاً في بيع الطوابع منذ عام 1872 وحتى وفاته في عام 1934، حيث عمل أولاً في فيلادلفيا ببنسلفانيا ثم في شيكاغو بإلينوي. وفي عام 1914، انتقل مرة أخرى إلى فيلادلفيا واشترى شركة فيلادلفيا للطوابع التي أعاد تسميتها باسم ب. م. ولسيفر. أجرى ولسيفر 341 مزاداً كبيراً من عام 1897 إلى 1933. اشتهر ولسيفر باختراعه لمواد تخزين الطوابع البريدية، مثل صفحة المخزون (صفحة مانيلا مشقوقة تستخدم لتخزين الطوابع البريدية مؤقتاً) وبطاقة الموافقة (بطاقة ذات فتحات تستخدم لحفظ الطوابع)، وكلاهما ادعى أنه اخترعهما.

## نشاطهُ في جمعية الطوابع
كان ولسيفر عضوًا مؤسسًا لجمعية شيكاغو لهواة جمع الطوابع، التي تأسست عام 1886. وقد خدم الجمعية بطرق مختلفة، بما في ذلك منصب الرئيس ونائب الرئيس، وبسبب عمله المتفاني مع الجمعية على مدار ثلاثين عاماً، أطلق عليهِ النادي لقب العضو رقم 1 مدى الحياة.
كما كان ولسيفر أيضاً عاملاً دؤوباً على المستوى الوطني في مجال الطوابع المنظمة، حيث أصبح عضواً مؤسساً في الجمعية الأمريكية لهواة جمع الطوابع (التي أُعيدت تسميتها فيما بعد بالجمعية الأمريكية لهواة جمع الطوابع) وشغل، من بين مناصب أخرى، منصب رئيسها من عام 1924 إلى عام 1925.

## التكريم والجوائز
كرم فيليب ولسيفر وتم اختيارهُ في قاعة مشاهير الجمعية الأمريكية لهواة جمع الطوابع عام 1941.